# Hugo Pires
Hugo Alexandre Polido Pires nasceu em Coimbra, a 21 de abril de 1979, é um político português e foi Secretário de Estado do Ambiente no XXIII Governo Constitucional, entre janeiro de 2023 e abril de 2024. 
Licenciado em Arquitetura pela Universidade Lusíada do Porto, em 2006, Hugo Pires foi vereador na Câmara Municipal de Braga, entre 2009 e 2013, com os pelouros do Urbanismo, Reabilitação Urbana, Proteção Civil e Juventude. 
Entre 2011 e 2013, foi Presidente do Conselho de Administração da Fundação Bracara Augusta. 
Em 2015, foi eleito deputado à Assembleia da República, onde foi coordenador do grupo de trabalho que aprovou a Lei de Bases da Habitação e foi Vice-Presidente do grupo parlamentar na XIV legislatura pelo Partido Socialista com as áreas do ambiente e energia, tendo sido também co-autor da Lei de Bases do Clima. 

## AUTÁRQUICAS 2021: Candidato pelo Partido Socialista à Câmara Municipal de Braga
Hugo Pires foi candidato à Câmara Municipal de Braga pelo Partido Socialista, nas Eleições autárquicas portuguesas de 2021, realizadas a 26 de setembro. Os restantes cabeças de lista concorrentes foram Ricardo Rio (coligação PSD/CDS/PPM/Aliança), Bárbara Barros (CDU), Alexandra Vieira (Bloco de Esquerda), Teresa Mota (Livre), Olga Baptista (Iniciativa Liberal), Rafael Pinto (PAN) e Eugénia Santos (Chega).
Hugo Pires ficou em segundo lugar com 30,69% dos votos, elegendo 4 mandatos, contra 6 da coligação Juntos Por Braga (PSD/CDS/PPM/Aliança) e 1 da CDU (PCP/PEV). 
Durante a campanha, Hugo Pires apresentou como prioridades as políticas relacionadas com a Habitação, a Educação e os apoios à juventude e à terceira idade. O candidato pelo Partido Socialista garantiu ainda que iria disponibilizar 3.000 casas para a classe média e para os jovens que se querem emancipar ou constituir família.
Durante um debate transmitido pela RTP3, Hugo Pires afirmou que “a partir de outubro, como espero ser o presidente de Câmara e como tenho uma relação muito estreita com o Governo e sou candidato do Partido Socialista, não tenho dúvidas de que esses fundos, o Plano de Recuperação e Resiliência, será uma das ferramentas para que possamos colocar Braga na senda do desenvolvimento e progresso”. Estas declarações foram entendidas pela oposição como indiciárias de um hipotético "tratamento privilegiado do Município no acesso aos fundos do PRR” , o que motivou a reação do PS, pelo Secretário-Geral António Costa, que defendeu que o sucesso do PRR não se consegue "com os municípios entregues a quem todos os dias aparece na televisão a combater o Plano de Recuperação e Resiliência". 

## Secretário de Estado do Ambiente | XXIII Governo Constitucional
Em 4 de janeiro de 2023, Hugo Pires tomou posse como Secretário de Estado do Ambiente.
Dois dias depois de tomar posse como secretário de Estado do Ambiente, Hugo Pires está envolvido numa nova polémica no Governo por causa de um conflito de interesses. O secretário de Estado vendeu em 2021, o seu ateliê de arquitetura e reabilitação urbana a uma empresa agrícola de Lucinda e Adelaide Gomes Marques, irmãs e sócias dos acionistas maioritários do grupo Semural, Waste & Energy SA, do qual Lucinda é administradora. O grupo em causa dedica-se à importação de lixo e resíduos perigosos, estando envolvido em polémicos aterros sanitários, como o de Valongo, contestado pela população por causa do mau cheiro. O Ministério do Ambiente emitiu um comunicado onde sublinha que a empresa de Hugo Pires não era da área do Ambiente, mas da “arquitetura e construção”, tendo sido vendida a 19 de maio de 2021, “altura em que, naturalmente, não previa ser convidado para o cargo de Secretário de Estado do Ambiente, em 2023”.